# سخصی تپه
سخصی تپه مربوط به دوران پیش از تاریخ ایران باستان است و در شهرستان قزوین، کوچه ۲۵ جاده قدیم قزوین به تهران واقع شده و این اثر در تاریخ ۱۹ اسفند ۱۳۸۰ با شمارهٔ ثبت ۴۹۶۰ به‌عنوان یکی از آثار ملی ایران به ثبت رسیده است.